# Albert Wildeman
 Albert Wildeman (* um 1988) ist ein niederländischer, in den  Vereinigten Staaten lebender Jazz- und Improvisationsmusiker (Kontrabass).

## Leben und Wirken
Wildeman studierte von 2007 bis 2009 an der Universität Twente Angewandte Mathematik; 2007/2008 verbrachte er mehrere Monate an der University of British Columbia. Nach einer Ausbildung als Kontrabassist an der ArtEZ hogeschool voor de kunsten zog er 2011 nach Chicago, wo er zwischen 2013 und 2017 ein Masterstudium in Neurowissenschaften an der University of Chicago absolvierte. Er arbeitet (neben seinem Hauptberuf als Datenwissenschaftler) seit den 2010er-Jahren in den Jazz- und Improvisations-Szenen der Stadt mit Musikern wie Jeb Bishop, Dave Rempis, Matt Piet, Katherine Young, Peter A. Schmid (Chicago Conversations, 2015), Peter Maunu, ferner in Trio-Konstellationen mit Tim Daisy und Mars Williams, Carol Genetti & Aaron Zarzutzki sowie mit Andrew Clinkman im Duo Mypic Books.

## Diskographische Hinweise
- Matt Piet Trio: Of Sound Mind (Amalgam, 2015)[8]
- Dave Rempis, Albert Wildeman, Ryan Packard: Polynia (Aerophonic, 2016)[9]